# Neoperla collaris
Neoperla collaris és una espècie d'insecte plecòpter pertanyent a la família dels pèrlids.

## Etimologia
L'epitet específic del seu nom científic (collaris) fa referència a la forma peculiar del seu pronot, la qual el distingeix fàcilment d'altres espècies del mateix gènere.

## Descripció
- El cos dels adults fa una llargària de 7,6 mm.
- Els adults presenten els ulls negres, els palps foscos, les potes grogues i les ales hialines.
- Les ales anteriors fan 11,7 mm de llargada i les posteriors 9,9.[3]

## Hàbitat
En el seu estadi immadur és aquàtic i viu a l'aigua dolça, mentre que com a adult és terrestre i volador.

## Distribució geogràfica
Es troba a l'estat de Rio de Janeiro (el Brasil).